# Ruska okupacija Krima
██ Teritorij je trenutno okupiran
Ruska okupacija Krima je stalna vojna okupacija i nezakonito otimanje teritorija Ukrajine od strane Ruske Federacije: Autonomne Republike Krim i Sevastopolja, te širenje vojno-političkih, administrativnih, gospodarskih i društvenih poredaka na ovim teritorijima. Izraz se opisuju okupacija teritorija poluotoku Krimu od Ruskoj Federaciji nakon koje je njihova aneksija, odnosno pripajanje Rusiji gdje su ima formalni status Republike Krima.
Okupacija Krima politička i diplomatska zbivanja vezana uz zbivanja na za vrijeme i neposredno nakon revolucije dostojanstva 2014. godine, a koja su rezultirala njegovim de facto pripajanjem Ruskoj Federaciji, odnosno sporom između Rusije i Ukrajine, s obzirom na to da ukrajinske vlasti formalno i dalje Krim smatraju integralnim dijelom ukrajinskog teritorija. 
Kriza je izbila nedugo nakon što je, poslije krvavih sukoba u Kijevu na kojima se zahtijevao početak pristupa Ukrajine Europskoj uniji, svrgnut dotadašnji pro-ruski predsjednik Viktor Janukovič i postavljena nova, pro-europska i pro-zapadna vlada na čelu s premijerom Arsenijem Jacenjukom. Novu vladu, međutim, nije priznala susjedna Rusija, koja ju je proglasila "pučističkom", ali ni vlasti tadašnje Republike Krim, koristeći, između ostalog, kao povod i njenu odluku da se ukine prije nekoliko godina doneseni zakon, koji je dozvoljavao upotrebu ruskog kao službenog jezika na područjima gdje Rusi (kao na Krimu) čine značajan dio stanovništva. 
Dana, 26. veljače, neidentificirane naoružane grupe počele su zauzimati zračne luke, vladine zgrade i druge objekte, za koje su krimske vlasti tvrdile da je riječ o lokalnoj policiji, dok se u ostatku Ukrajine i na Zapadu vjerovalo da je riječ o pripadnicima ruskih oružanih snaga. Dva dana kasnije je Vrhovni sovjet Krima smijenio dotadašnjeg premijera Anatolija Mohiljova sa Sergejem Aksjonovom, čiji je kabinet odmah započeo pripreme za Referendum o statusu Krima, odnosno priključenje Rusiji; 11. ožujka toj se inicijativi službeno priključilo i Gradsko vijeće Sevastopolja (koji je u Ukrajini bio administrativno odvojen od ostatka Krima). Referendum je proveden 16. ožujka, i na njemu se 97 % stanovnika izjasnilo za odvajanje od Ukrajine i pripajanje Rusiji. Sljedećeg dana je formirana Republika Krim, koja je 18. ožujka potpisala sporazum o pripajanju s Rusijom. On je službeno ratificiran u Moskvi 21. ožujka, te Rusija otada Krim smatra dijelom svojeg teritorija. 
Ukrajinska vlada nije priznala rezultate referenduma, a njegove učinke proglasila ništavim, pri čemu su joj diplomatsku podršku pružili SAD i EU. Na samom Krimu, s izuzetkom Simferopoljskog incidenta nije bilo većih sukoba niti nasilja, s obzirom na to da je najveći dio pripadnika na Krimu stacioniranih ukrajinskih oružanih snaga prešao na rusku stranu ili se predao bez borbe. Usprkos toga, događaji na Krimu izazvali su veliku pažnju i zabrinutost, jer predstavljaju prvi slučaj u europskoj povijesti nakon Drugog svjetskog rata, da se granice suverenih država mijenjaju jednostranom akcijom aneksije teritorija; vjeruje se da bi takav presedan mogao dovesti do sličnih kriza i eskalacije nasilja u drugim dijelovima svijeta, a već sada je izazvao najdublju krizu u odnosima Rusije i zapadnih sila od završetka hladnog rata.

## Pravni pogledi
Putin je naveo, da je sam Zapad dao primjer neovisnosti Kosova kao razlog priznavanja Krima, da dobije pravo na samoodređenje. Američki predsjednik Barack Obama odbacio je takvu usporedbu, navodeći da je tijekom rata na Kosovu tisuće albanskih civila masakrirano, dok na Krimu nije poginuo nijedan Rus. Drugi su također navodili kako Albanija nikada nije pripojila Kosovo, niti je Kosovo ikada postalo dio EU-a ili NATO saveza. Također, Zapad nije jednoglasno priznao Kosovo kao neovisnu državu, pošto su neke države (Španjolska, Slovačka, Grčka i dr.) to odbile i radije poduprle srbijanski teritorijalni integritet. Također, ni sama Rusija nije priznala Kosovo, te je stoga upitno da ga uzima kao valjani primjer.
Putin je naveo i druga objašnjenja, kao što su usporedbe ruske aneksije Krima s Ujedinjenjem Njemačke 1990. Njemački su pak mediji to odbacili, navodeći kako su razdvojena Zapadna i Istočna Njemačka ujedinjenjem postale ponovno jedna cjelina, dok je ruska aneksija Krima dovela do kidanja i razdvajanja Ukrajine. Putin je nudio i druge razloge, poput toga da je Krim predan Ukrajini 1954. Ipak, time izravno krši Budimpeštanski memorandum kojeg su potpisale Ukrajina, Ujedinjeno Kraljevstvo i sama Rusija, a kojim je zakonom garantirano izbjegavanje sile i poštovanje teritorijalne cjelovitosti Ukrajine. Ruski političari optužili su Sjedinjene Države za "licemjerje" zbog njihove invazije na Irak, dok je Obama na to uzvratio kako SAD "nisu anektirale Irak" i kako su "pokušavale dobiti potporu UN-a".
Dana 28. ožujka 2014., Opća skupština Ujedinjenih naroda donijela je rezoluciju kojom je krimski referendum proglasila nezakonitim i pravno ništavnim, te je poduprla ukrajinski teritorijalni integritet. Za rezoluciju je glasalo 100 država članica, 58 je bilo suzdržano, a njih 11, među njima i Rusija, bilo je protiv.

## Vanjske poveznice
Ruski mediji
- RT: Ukraine
- RIA Novosti: Crimea's Fate

Zapadni mediji
- BBC: Ukraine crisis (Timeline)
- CNN: Crisis in Ukraine  Arhivirana inačica izvorne stranice od 14. travnja 2014. (Wayback Machine)